# 五叶草莓
五叶草莓（学名：Fragaria pentaphylla）是蔷薇科草莓属的植物，是中国的特有植物。分布在中国大陆的四川、陕西、甘肃等地，生长于海拔1,000米至2,300米的地区，见于山坡草地，目前已由人工引种栽培。